# Liliana Tomescu
Liliana Tomescu, pe numele real Ana Margareta Tomescu, (n. 12 august 1929, România – d. 22 octombrie 2021, Suedia) a fost o actriță română de teatru și film.

## Biografie
Între 1950 și 1980 a fost actrița de înalt profil a Teatrului Nottara din București. Într-o perioadă de peste 30 de ani, Liliana Tomescu reușește să stabilească câteva recorduri unice și imposibil de egalat: serii de spectacole ale cărui număr de reprezentații este unic în istoria teatrului de până acum: Pygmalion cca. 500 spectacole, Ciocârlia cca.400, Luna dezmoșteniților peste 600, Schimbul cca. 200, Adio Charlie 870 spectacole. În 1964 i se acordă titlul "Artistă Emerită". Un alt record - cea mai tânără a actriță care să fi primit vreodată, la acestă vârsta - doar 35 de ani - o asemenea  distincție care, de obicei se acorda spre sfârșitul carierei.
În 1980 s-a refugiat în Suedia împreună cu actorul Lucian Muscurel, unde, la scurt timp, i s-a acordat cetățenia suedeză.
În 1981 a absolvit cursurile intensive de limba suedeză de la Universitatea din Göteborg obținând diploma "SVISS" care îi da dreptul să lucreze la toate nivelele de limba suedeză, începând, în felul acesta, să lucreze ca interpretă, traducătoare și profesoară de "Arta actorului".
În 1991 Primăria orașului Stockholm i-a acordat titlul de "Cetățean de onoare" a orașului ca recunoaștere a activității sale în domeniul învățământului de teatru. Oficial a încetat să lucreze la câțiva ani după pensionare dar, în particular, continuă să prepare candidați la învățământul de teatru precum și actori care au nevoie de un "coach" particular pentru teatru, film, TV. Unii din cei mai importanți actori suedezi din ultimii 37 de ani au făcut primii pași în teatru sub îndrumarea ei. Continuă, de asemenea, cu munca de traducător, în special în domeniul dramaturgiei.

## Filmografie
- Ilie în luna de miere (1956) - Sanda Popescu
- Pe răspunderea mea (1956)
- 1 Aprilie (1958) - Cleopatra
- Nu vreau să mă însor (1961) - Geta secretara
- Porto-Franco (1961) - Olympia
- S-a furat o bombă (1962) - iubita șefului bandei
- Pași spre lună (1964) - troglodita
- De-aș fi... Harap Alb (1965) - Ochilă
- Moartea Bessiei Smith (film TV, 1966) - Sora
- Răzbunarea (1972) - Lavina
- Cantemir (1975) - roaba tătăroaică
- Mușchetarul român (1975) - roaba tătăroaică
- Graven (Mormântul) (2004), serial suedez - bunica lui Fanny Popescu
- Băieți buni (2005) - bunica Ramonei

## Distincții
Pentru meritele sale artistice, actrița Liliana Tomescu a primit următoarele distincții:
- Medalia Muncii (6 iulie 1956) „cu prilejul împlinirii a 10 ani de la înfințarea Teatrului Armatei, pentru merite deosebite în muncă”[3]
- titlul de Artist Emerit al Republicii Populare Romîne (18 august 1964) „pentru merite deosebite în activitatea desfășurată în domeniul teatrului, muzicii, artelor plastice și cinematografiei”[5]
- Ordinul Meritul Cultural clasa a IV-a (6 noiembrie 1967) „pentru merite deosebite în domeniul artei dramatice”[6]
- Premiul pentru întreaga activitate artistică al Uniunii Teatrale din România (UNITER) (2006) pentru munca depusă timp de peste 30 de ani în teatru, film, TV, radio.